# Neuvy-Pailloux
Neuvy-Pailloux is een gemeente in het Franse departement Indre (regio Centre-Val de Loire). De plaats maakt deel uit van het arrondissement Issoudun. Neuvy-Pailloux telde op 1 januari 2022 1.161 inwoners.

## Geografie
De oppervlakte van Neuvy-Pailloux bedroeg op 1 januari 2022 41,81 vierkante kilometer; de bevolkingsdichtheid was toen 27,8 inwoners per km².

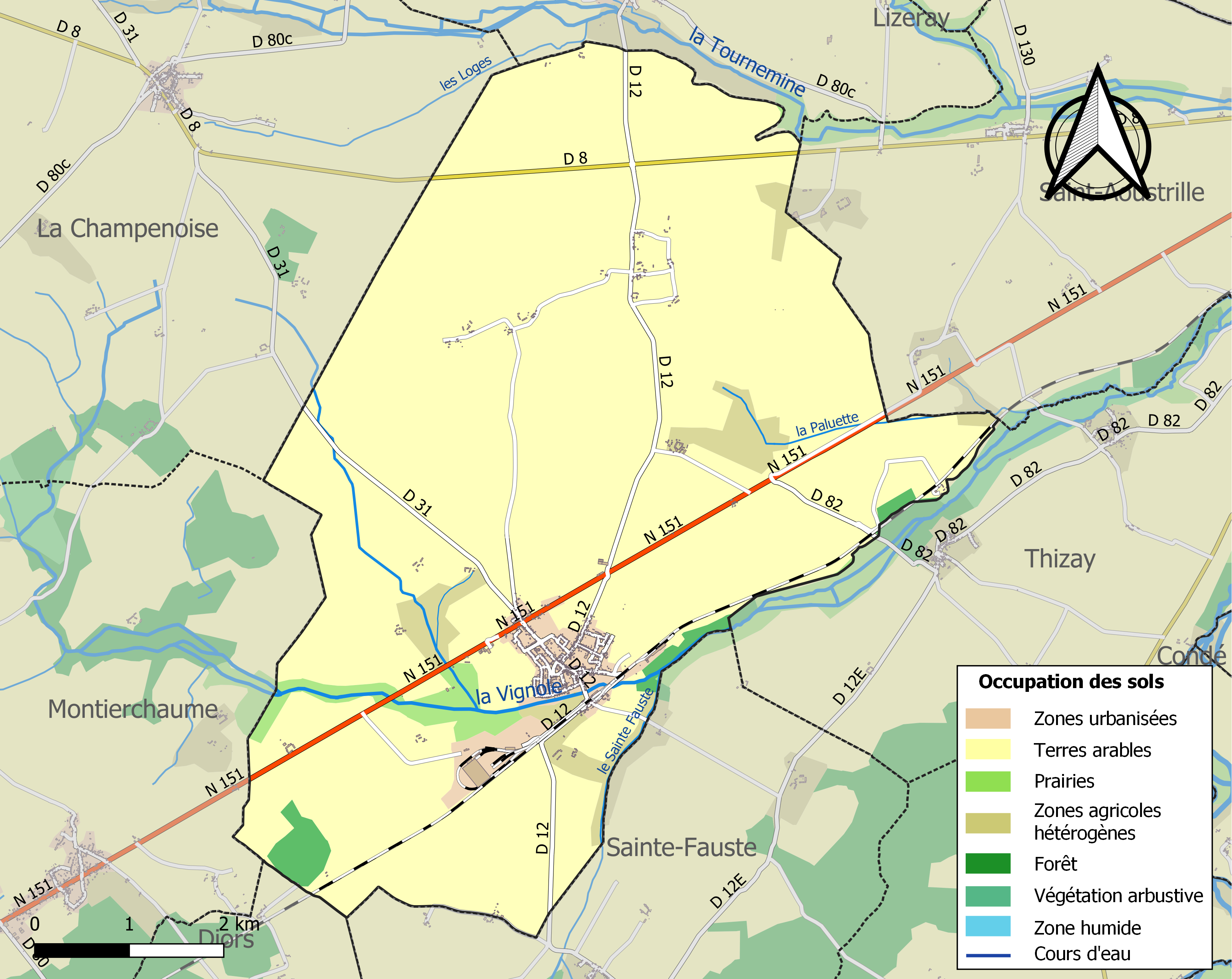
Kaart van de gemeente met belangrijkste infrastructuur, bodemgebruik en omliggende gemeenten

## Verkeer en vervoer
In de gemeente ligt spoorwegstation Neuvy-Pailloux.

## Demografie
Onderstaande figuur toont het verloop van het inwonertal (bron: INSEE-tellingen).